# 琳妮·雷德·班克斯
琳妮·雷德·班克斯（英語： Lynne Reid Banks，1929年7月31日—2024年4月4日）是一位英國兒童文學和青年文學作家。

## 人物概要
琳妮·雷德·班克斯在1929年7月31日出生於倫敦，她是詹姆斯·雷德·班克斯（James Reid Banks）和妙麗葉兒·雷德·班克斯（Muriel Reid Banks）的獨生女。在第二次世界大戰期間她被疏散到加拿大薩克其萬的薩克屯，但是直到戰爭結束後才返回家園。她在薩里郡的聖泰瑞莎學校（St Teresa's School）上學。在成為作家之前班克斯是一名演員，也為了成為第一婦女而成為英國的電視新聞記者。
在1962年班克斯移居到以色列，她在以色列北部吉布茨的亞蘇爾教了8年的書。在1965年她嫁給海姆·史蒂芬生（Chaim Stephenson），他是一位雕刻家，她和史蒂芬生之間有三個兒子，分別是愛迪爾·史蒂芬生（Adiel Stephenson）、吉隆·史蒂芬生（Gillon Stephenson）和奧姆里·史蒂芬生（Omri Stephenson）一起在最近為她的兩本兩本圖書合作（見下文）。她現在和她的丈夫現在住在謝珀頓，那是在英國倫敦的附近。
然而在1971年與家人回到了英國，但在她的一些書中可以看出她在以色列的時日對她的影響（包括《再過一條河》（One More River）和它的續集，《斷橋》（Broken Bridge）和其他的書《終結賽跑》（An End to Running）和《在門口的孩子》（Children at the Gate）故事舞台部分主要都設定在吉布茨。
她寫了40本書，包括最暢銷的兒童小說《櫥櫃裡的印地安人》（The Indian in the Cupboard）已經賣了超過1000萬份，並成功的製作出改編的電影《魔櫃小奇兵》（The Indian in the Cupboard）。她的第一本小說《陋室紅顏》（The L-Shaped Room）在1960年出版，是一部即刻和永久的暢銷書。《陋室紅顏》被做成同名電影和兩本續集《背後陰影》（The Backward Shadow）和《寂寞的兩人》（Two is Lonely）。班克斯還寫了關於勃朗特家族的傳記，標題為《黑暗四重奏》（Dark Quartet），續集是關於夏綠蒂·勃朗特的《靜謐的鄉村小路》（Path to the Silent Country）。

## 精選參考書目

### 兒童小說
- 櫥櫃裡的印第安人系列
  - 1980年《櫥櫃裡的印地安人》（The Indian in the Cupboard）
  - 1985年《重回印地安人的冒險》（The Return of the Indian）
  - 1989年《印地安人的秘密》（The Secret of the Indian）
  - 1992年《碗櫥裡的奧秘》（The Mystery of the Cupboard）
  - 1998年《印地安人的鑰匙》（The Key to the Indian）
- 《老虎，老虎》（Tiger Tiger）
- 《米達斯王的冒險》（The Adventures of King Midas）
- 《愛麗絲意外夢遊》（Alice-By-Accident）
- 《天使與惡魔》（Angela and Diabola）
- 《地牢》（The Dungeon）
- 《茉拉的天使》（Maura's Angel）
- 1973年《再過一條河》（One More River）【大約於1992年修正後發布】
- 《斷橋》（Broken Bridge）【1994年獲得卡內基獎短名單】
- 《仙女反叛》（The Fairy Rebel）
- 《遠方的山》（The Farthest-Away Mountain）
- 毒蜈蚣哈利系列
  - 1997年《毒蜈蚣哈利》（Harry the Poisonous Centipede）
  - 2001年《毒蜈蚣哈利大冒險》（Harry the Poisonous Centipede's Big Adventure）
  - 2006年《毒蜈蚣哈利去大海》（Harry the Poisonous Centipede Goes to Sea）
- 1988年《我是胡迪尼：一隻自學倉鼠的自傳》（I, Houdini: The Autobiography of a Self-Educated Hamster）
- 《偷走史黛西》（Stealing Stacey）
- 1988年《梅露辛》（Melusine）
- 2011年《壞貓咪好貓咪》（Bad Cat Good Cat）

### 成人小說
- 陋室紅顏系列
  - 1960年《陋室紅顏》（The L-Shaped Room）
  - 《背後陰影》（The Backward Shadow）
  - 《寂寞的兩人》（Two is Lonely）
- 《終結賽跑》（An End to Running）
- 《在門口的孩子》（Children at the Gate）
- 《意外事故》（Casualties）
- 《對抗荒野》（Defy the Wilderness）
- 《黑暗四重奏》（Dark Quartet）【勃朗特家的故事（the Story of the Brontës）】
- 《靜謐的鄉村小路》（Path to the Silent Country）【夏綠蒂·勃朗特家的名人堂（Charlotte Brontë's Years of Fame）】
- 《公平交易》（Fair Exchange）

### 非虛構小說
- 1973年《給我以色列兒子們的信》（Letters to My Israeli Sons）
- 1982年《分裂的國家》（Torn Country）

### 圖書
- 2010年《調味品架》（The Spice Rack）
- 2010年《波麗與傑克》（Polly and Jake）

## 外部連結
- Lynne Reid Banks official website （页面存档备份，存于）